# Céleri-rave
Apium graveolens var rapaceum
Pour les articles homonymes, voir Céleri et Rave.
Espèce
Statut de conservation UICN

 LC  : Préoccupation mineure
Le céleri-rave ou cèleri-rave (Apium graveolens L. var. rapaceum (Mill.) Gaudin) est une variété de plantes à fleurs de la famille des Apiacées (ou Ombellifères) et de la tribu des Apieae. C'est une plante herbacée bisannuelle Elle est cultivée comme plante potagère pour la base de sa tige tubérisée consommée comme légume. C'est une variété de céleri.
Nom commun : céleri-rave, céleri-navet, céleri pansu. de : Knollensellerie, Wurzelsellerie, en : celeriac, celery-root, es : apirrábano, apio nabo.

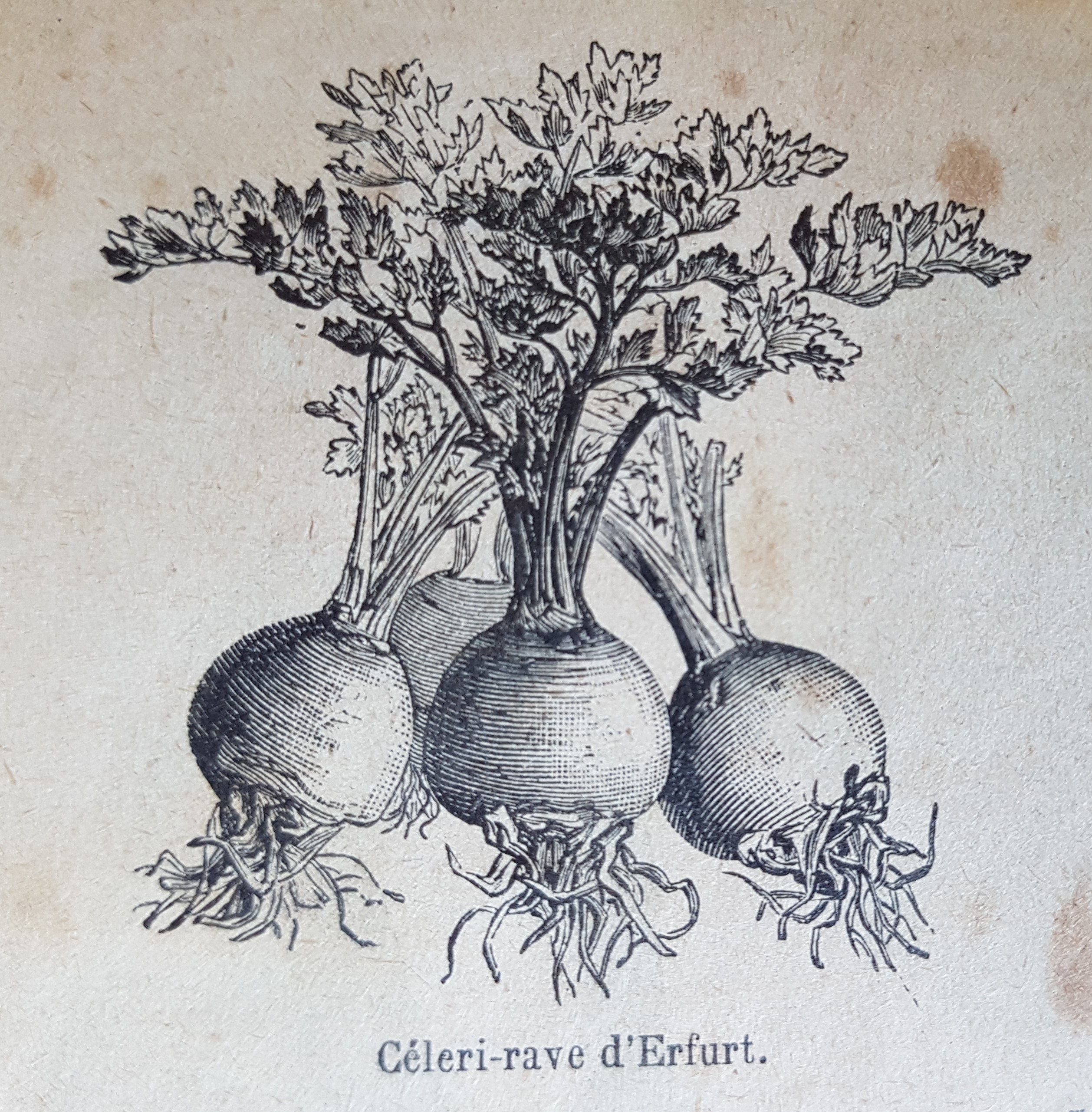
Illustration (catalogue Vilmorin-Andrieux du printemps 1900).

## Étymologie
Le nom de genre Apium est un mot latin ăpĭum, ĭī, n. (de apis « abeille » au plur. apium), « ache, persil » (Pline HN 19, 123).
L’épithète spécifique graveolens est composé des deux étymons gravis « lourd, enceinte » et olens « odorant », soit « qui a une odeur lourde, forte ».
Le nom de variété rapaceum vient du latin rapa « rave » suivi du suffixe -eum « semblable à la rave ».

## Description

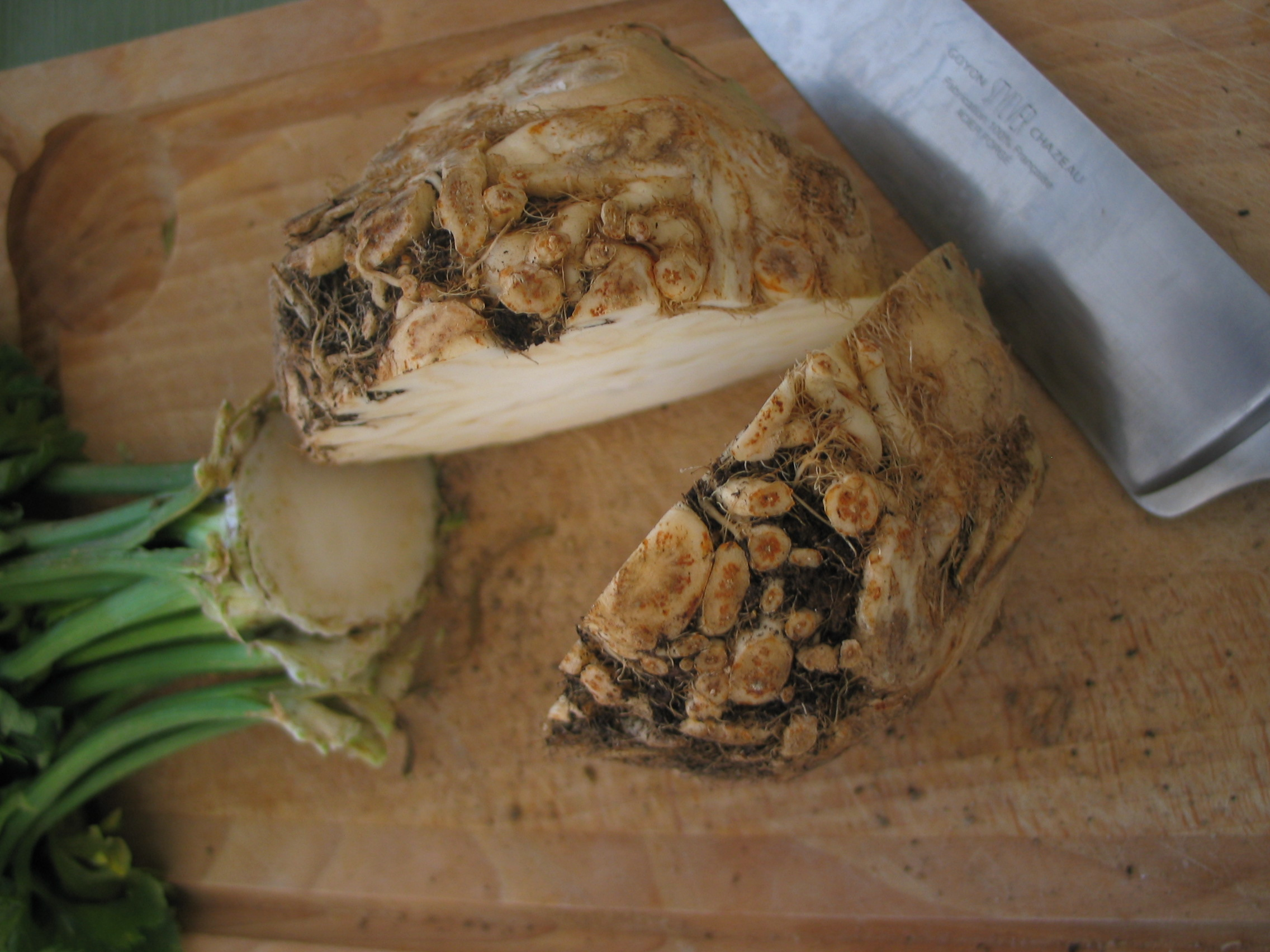

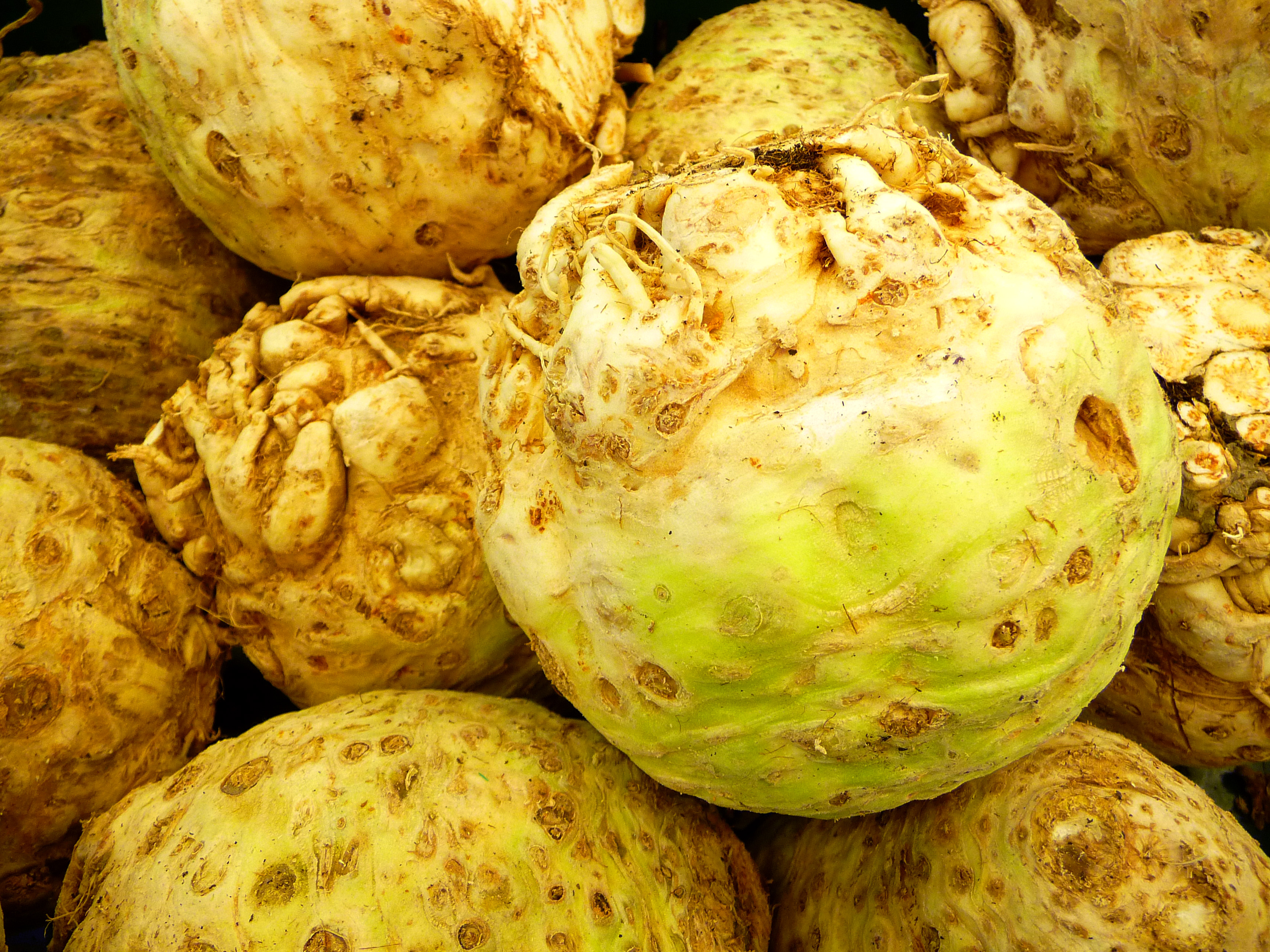
Céleri-rave du commerce, nettoyé de toutes ses feuilles et radicelles.

C'est une plante herbacée bisannuelle, haute de 50 à 80 cm, à tiges creuses et amères.
Les feuilles très découpées, odorantes, sont vert foncé. Elles ont un pétiole creux en gouttière, légèrement teinté de rouge, amer. Elles se développent en rosette au-dessus de la « boule ».
Les fleurs blanc verdâtre apparaissent la deuxième année, si la plante n'est pas récoltée, et sont groupées en ombelles.
La base de la tige, plus exactement l'hypocotyle, partie située initialement entre le collet et les cotylédons, est tubérisée et forme une boule, une sorte de « pomme » qui porte les racines d'un côté et les feuilles de l'autre. Son poids est en moyenne de 800 g à 1 kg, et son diamètre est de 20 cm environ à plein développement.
Les racines très ramifiées peuvent s'étendre assez profondément.
C'est une espèce allogame, et de ce fait susceptible de s'hybrider avec d'autres variétés présentes dans le voisinage.
Cette plante est sensible aux gelées, à partir de -1 à −2 °C.

## Culture
Le céleri-rave préfère un sol frais, riche en humus et bien ameubli et un climat tempéré, sans chaleur excessive, ni gelées précoces. Il ne supporte pas le manque d'eau. La multiplication se fait par semis en pépinière de février à avril, en situation abritée selon le climat. La levée est assez longue, de l'ordre de trois semaines. Un premier repiquage en pépinière au stade 4-5 feuilles est nécessaire avant le repiquage définitif en place en mai-juin.
Il convient de veiller aux carences en éléments minéraux, notamment en bore et magnésium.
La récolte des racines intervient normalement sept mois après le semis, en général en octobre, et au plus tard avant les gelées d'automne. En culture de primeur, la récolte se fait avant complet développement, en juillet.
Pour conserver les céleris-raves, on peut les placer dans des tranchées couvertes de paille pour les préserver du gel ou en cave dans du sable.

## Principales variétés cultivées
- Boule de marbre
- Céleri d'Erfurt
- Creuse de Maline
- De Gennevilliers
- De Paris amélioré
- Géant de Prague
- Monarch
- Pomme à petites feuilles

## Principaux ennemis
- la mouche du céleri
- la septoriose du céleri

## Utilisation
Les boules de céleri-rave peuvent se consommer crues ou cuites. Crues, on les prépare en salade, coupées en tranches ou en rémoulade, râpées. Cuites, elles se préparent de diverses manières : sautées, en gratin, en ragoût, en purée, en frites… et accompagnent les plats de viande.
Les feuilles ont des qualités aromatiques comme celles des autres variétés de céleri.

## Aspects économiques
La France produit environ 45 000 tonnes de céleri-rave annuellement, principalement dans les régions proches de l'océan : Nord-Pas-de-Calais, Basse-Normandie, Poitou-Charentes.